# 雄如乡
雄如乡（藏語：གཞུང་རུ་），是中华人民共和国西藏自治区日喀则市萨嘎县下辖的一个乡镇级行政单位。

## 行政区划
雄如乡下辖以下地区：
布扎村、嘎康村、唐如村、麻亚村、孜康村和卓巴布村。